# Terebra bratcherae
Terebra bratcherae é uma espécie de gastrópode do gênero Terebra, pertencente a família Terebridae.